# كارل جورج كريستيان فون شتاوت
كارل جورج كريستيان فون شتاوت (بالألمانية: Karl Georg Christian von Staudt) هو عالم رياضيات ألماني. عمل في مجال الهندسة الإسقاطية.

## حياته وتأثيره
له عدة أعمال في علم الفلك بفضلها حصل على الدكتوراه في عام 1822 في جامعة إرلنغن.

## روابط خارجية
- كارل جورج كريستيان فون شتاوت على موقع الموسوعة البريطانية (الإنجليزية)